# Dobroslava Menclová
Dobroslava Menclová, rozená Vavroušková (2. ledna 1904 Přerov – 19. listopadu 1978 Sušice), byla česká historička umění, architektka a archeoložka.

## Život
Dobroslava Menclová se narodila 2. ledna 1904 v Přerově v rodině akademického malíře Františka Vavrouška a Filipíny, rozené Moučkové. Větší část školní docházky absolvovala v Bučovicích, ale z tamního gymnázia po šestém ročníku přešla na jinou školu. Po absolvování střední školy začala studovat malířství na Akademii výtvarných umění v Praze u profesora Josefa Loukoty. Po kritickém přehodnocení svého talentu nakonec vystudovala architekturu na ČVUT.
Dne 6. dubna 1930 se provdala za Václava Mencla. Spolu s ním pracovala v Bratislavě a projektovala úpravy některých kostelů (Nitra, Častá) nebo zámeckého parku v Pezinku. Od roku 1933 do roku 1939 se svým mužem spolupracovala na archeologických výzkumech slovenských klášterů a hradů. Na počátku druhé světové války se manželé Menclovi vrátili do Prahy a věnovali se výzkumu českých hradů, například provedli archeologický výzkum Dražic.
Od počátku padesátých let spolupracovala s historiky umění se specializací na nástěnné malby (J. Pešina, Milada Lejsková-Matyášová).[zdroj⁠?!] Sama se detailně zabývala fortifikační architekturou a vývojem stavebních typů hradů a kromě řady průvodcovských monografií hradů připravila v padesátých letech dvoudílné souborné dílo České hrady, které vyšlo až v roce 1972 a pak doplněné v roce 1976. Rozsáhlé studie o stavebním vývoji hradů Moravy, na kterých pracovala v závěru života a které měly vyústit v knihu Moravské hrady, zůstaly nedokončeny.
Dne 28. července 1978 došlo na silnici mezi Nemilkovem a Sušicí k dopravní nehodě, při které zemřel Václav Mencl. Dobroslava Menclová zemřela na následky nehody v sušické nemocnici 19. listopadu 1978.

## Dílo
Na Slovensku vydala Menclová několik studií, které se zabývaly vývojem slovenské architektury od renesance do novověku. 
Od počátku své odborné činnosti se zaměřila na stavební vývoj hradů a fortifikačních systémů měst. Menclová přistupovala k výzkumu hradů jako architekt a posuzovala celkovou dispozici stavby v závislosti na modelaci terénu a z hlediska funkčního opodstatnění formy a harmonie proporcí. Sledovala podrobně vzájemný vztah obytné a obranné funkce, vývoj fortifikace v závislosti na změnách ve vojenské technice a postupnou proměnu hradu v kastel a zámek.
Podrobně se věnovala dějinám a restauraci (regotizaci) hradu Karlštejna. Popsala vznik svébytného stavebního typu hradu ve třetí čtvrtině 13. století a vysvětlila zvláštní druh vybavení obytné části hradu a středověkého domu – vloženou roubenou komoru.
Manželé Menclovi provedli podrobný výzkum hradní architektury z doby Václava IV. (hrady Jenštejn, Krakovec, Točník, Starý palác Pražského hradu, Nový hrad u Kunratic, vynechán byl Žebrák a Vlašský dvůr). Chybějící stať o Vlašském dvoře v Kutné Hoře přepsal ve své diplomové práci František Záruba. Roku 1947 Menclovi odevzdali prezidentu Benešovi rukopis knihy Praha, hrad českých knížat a králů, s dedikací prezidentu T. G. Masarykovi a úvodem oslavujícím prvorepublikovou demokracii. Kniha byla již připravena k tisku, ale po komunistickém puči 1948 byl rukopis vrácen autorům jako nežádoucí.
Na počátku padesátých let se památková péče zaměřila na obnovu třiceti historicky nejcennějších měst a Menclová přispěla studiemi O středověkém opevnění našich měst a Husitské opevnění Tábora (1953).